# Ваша знакомая
«Ваша знакомая» (другие названия «Журналистка», «Настоящий человек») — советская немая чёрно-белая драма 1927 года режиссёра Льва Кулешова по сценарию Александра Курса. Премьера фильма состоялась 25 октября 1927 г. Сохранилась лишь вторая часть фильма (17 минут 34 секунды). Участник ретроспективного показа на 57 Берлинском кинофестивале.

## Сюжет
Москва, НЭП. У журналистки Хохловой роман с работником промышленного комбината Петровским. Мужчина женат, а у влюблённой в него девушки проблемы на работе. Хохлова близка к самоубийству, но влюблённый в неё редактор Васильчиков пытается предотвратить трагическую развязку.

«Ваша знакомая» — это лента «на троих», с разомкнутым любовным треугольником, вершиной которого является женщина. Кто-то из критиков назвал фильм «инструкцией для режиссёра камерного фильма». Очень точно. Его человеческим центром является женщина, сохранившая достоинство, способность к искренним, сильным чувствам, обманутая и преданная мужчиной. Хохлова, честная, профессиональная журналистка, терпит поражение и на «трудовом фронте» — написав статью о деятельности профсоюзов, не устраивающую руководство редакции, она теряет работу. Внешне она совсем не героиня — неловкая, рассеянная, смешная. То клей прольет, то хлеб начнёт резать ножницами, то, как девчонка, скатится по полоске льда и, побежав за автомобилем, упадёт на трамвайные пути. Есть в ней что-то чаплиновское, смешное и грустное, комическое и драматическое.
— «Ирина Гращенкова. Киноантропология XX/20. Москва : Человек, 2014, Страница 8. ISBN 978-5-906131-49-2
В 1926 году один из основоположников советской журналистики Александр Львович Курс написал сценарий фильма «Журналистка», рассчитывая, что главную роль исполнит Александра  Хохлова, а поставит картину её педагог и супруг Лев Кулешов. Героиня сценария — способная, увлекающаяся, чудаковатая журналистка — находила свой идеал в ответственном работнике Чугункомбината, который оказывался чёрствым эгоистом, пустым и двуличным человеком. Журналистке, пережившей подлинную трагедию, помогает прийти в себя влюбленный в нее работник редакции. Всё это происходит в сложном потоке городской жизни, на фоне выразительно поданных журналистских будней; сценарий умело передавал сложность человеческих отношений. Но партийным догматикам из Главреперткома нужны были монументальные постановки с счастливым финалом, а критика увидела в этих трех персонажах «ловеласа», «самку» и «культурного самца». Сценарий был вынужден переделывать сам Кулешов, позже сам Курс, который с горечью  писал своему близкому другу Кулешову о партийных чиновниках, «многодумных дьяках», «обезобразивших лицо «Журналистки», вышедшей под названием «Ваша знакомая». А. Л. Курс, как вспоминал журналист Пётр Краснов, говорил ему после грубых нападок на его первый сценарий: «Я страдаю не один... эти консерваторы в кино, партийные назначенцы, воображающие себя марксистами, не хотят даже пускать на экран хорошие сценарии Маяковского... Володя так и не понял, почему». 

## В ролях
- Александра Хохлова — Хохлова
- Пётр Галаджев — секретарь
- Юрий Васильчиков — Васильчиков
- Борис Фердинандов — Петровский
- Анна Чекулаева — жена Петровского
- Александр Громов — печатник
- Михаил Гродский — секретарь редакции
- Валентина Лопатина — эпизод
- Вера Маринич — эпизод

## Съёмочная группа
- Режиссёр-постановщик: Лев Кулешов
- Автор сценария: Александр Курс
- Оператор-постановщик: Константин Кузнецов
- Художники: Василий Рахальс, Александр Родченко
- Монтаж: Лев Кулешов